# Solenopsis bucki
Solenopsis bucki är en myrart som beskrevs av Kempf 1973. Solenopsis bucki ingår i släktet eldmyror, och familjen myror. Inga underarter finns listade i Catalogue of Life.